# Age of Love
The Age of Love – czwarty album niemieckiego zespołu happy hardcore Scooter wydany 25 sierpnia 1997 roku. Promuje go hit pt. "Fire" i tytułowy "The Age of Love".

## Lista utworów
1. "Introduction" – 1:00
2. "The Age of Love" – 3:48
3. "She Said" – 5:18
4. "Fire" – 3:32
5. "Dancing in the Moonlight" – 4:33
6. "Forever (Keep Me Running)" – 4:46
7. "Hit the Drum" – 4:37
8. "Don't Waste No Time" – 4:14
9. "Tonight" – 4:58
10. "Return of the Future" – 4:57
11. "Leave in Silence" – 3:34